# Circandra
Circandra là chi thực vật có hoa trong họ Aizoaceae.